# Scolecobrotus variegatus
Scolecobrotus variegatus là một loài bọ cánh cứng trong họ Cerambycidae.